# Test di Engle-Granger
Il test di Engle e Granger prende il nome dai due statistici Robert Engle e Clive Granger, ed è utilizzato al fine di comprendere se esiste una relazione di lungo periodo tra due variabili che sembrano presentare una relazione spuria.

## Introduzione
Poniamo di aver notato in una regressione, un R2 molto alto e un Durbin-Watson molto basso, tendente a 0. Questi sono i tipici sintomi che si manifestano con una regressione spuria. Poniamo anche di aver condotto un Test di Dickey-Fuller e di aver notato che le variabili della regressione non sono stazionarie. Dal momento che è plausibile che una tendenza di lungo periodo tra due variabili possa essere casuale (per esempio sia l'indice dei prezzi al consumo inglese che il PIL francese tendono a crescere ma tra loro non c'è nessun nesso causale), allo stesso modo però potrebbe verificarsi il caso che tale nesso esista.
Se noi facciamo l'integrazione delle variabili (ovvero lavoriamo su una regressione che ha come variabili la differenza tra il tempo t e il tempo t-1) possiamo studiare il loro nesso nel breve periodo, nel caso però volessimo lavorare sul lungo, sarebbe il caso di sottoporre la regressione iniziale al Test di Engle-Granger.

## Test
Poniamo di avere due variabili:
{\displaystyle X\sim I(1),}
{\displaystyle Y\sim I(1),}
abbiamo fatto il Test di Dickey-Fuller e abbiamo osservato che sono integrabili di ordine 1 (non stazionarie, ma stazionarie nelle differenze).
Se una loro combinazione lineare è I(0) (stazionaria) allora X e Y sono cointegrate.
Allora da:
{\displaystyle Y_{t}=\alpha +\theta X_{t}+Z_{t}}
mi calcolo:
{\displaystyle Z_{t}=Y_{t}-\theta X_{t}}
e su questo calcolo il modello 1 del Test di Dickey-Fuller:
{\displaystyle \delta Z_{t}=\alpha Z_{t-1}+u_{t}}
procedo quindi ponendo:
{\displaystyle H_{0}}: {\displaystyle \alpha }=0 e {\displaystyle H_{1}}: {\displaystyle \alpha }<0
Se rifiuto {\displaystyle H_{0}} allora significa che:
{\displaystyle Y_{t}=\alpha +\theta X_{t}+Z_{t}}
ha significato economico.
Si tenga inoltre in considerazione che i valori critici di questo test seguono una tavola diversa rispetto a quella del Test di Dickey-Fuller tradizionale.
Non è corretto affermare che indipendentemente dall'ordine delle serie temporali (X e Y), il test di Dickey-Fuller darà sempre lo stesso risultato. Cambiare l'ordine delle serie temporali può influenzare il risultato del test di Dickey-Fuller, perché la cointegrazione tra le serie può dipendere dalla relazione di causa-effetto tra di esse. È quindi importante considerare l'ordine delle serie temporali durante l'analisi e l'interpretazione dei risultati del test.